# Chantier Krebs
Pour les articles homonymes, voir Krebs.
Le Chantier Krebs est un ancien chantier naval de Concarneau. 

## Histoire
Ce chantier est fondé par Alfred Le Roy en 1856. Les enfants d'Alfred Le Roy (Louis, Alfred et Joseph) lui succèdent, ils fondent la société Le Roy Frères.
En 1923, le chantier se porte acquéreur de terrains sur la commune de Lanriec, dans le quartier du Passage au niveau de l'anse de Roudouic.
La société est liquidée puis achetée par Faërman en 1927. Cet ingénieur d'origine russe revend la société à Louis Krebs, en 1931.
En 1935, les travaux à Concarneau de comblement de l'anse du Lin oblige le chantier à déménager. Les terrains acquis en 1923 vont être très utiles. Le chantier s'installe dans l'anse de Roudouic.
En 1971, le chantier est racheté par la SAEN (Société Armoricaine d'Entretien Naval).

## Hommage
Le peintre breton Jean Le Merdy a réalisé en 1958 une peinture à l'huile intitulée Chantier Krebs qui a été présentée au 41e Salon de la Marine à Paris en 2009.

### Sources
- Le petit vachic